# Emili Otem
Emili Otem (engl. Emilie Autumn; rođena 22. septembra 1979) je američka pevačica-tekstopisac, pesnik i violinistkinja. Trenutno živi u Čikagu. Poznata je po izuzetnoj kombinaciji muzičkih stilova koje koristi i naročito zbog korišćenja teatralija.

## Diskografija

### Albumi
- On A Day... (2000)
- Enchant (album)|Enchant (2003, re-released 2007)
- Your Sugar Sits Untouched (2005, CD and poetry book)
- Opheliac (2006)
- Laced/Unlaced (2007)
- A Bit O' This & That (2007)

### EP-ijevi i singlovi
- Chambermaid (EP) (2001)
- By The Sword (EP) (2001)
- Opheliac EP (2006, preview EP)
- Liar/Dead Is The New Alive (2007)
- 4 o'Clock (2008)
- Girls Just Wanna Have Fun /Bohemian Rhapsody EP (2008)

### Specijalna izdanja
- Opheliac (Digipak)
- Liar/Dead Is The New Alive (Digipak)
- Laced/Unlaced (Dupli CD and hardcover photo book)
- Enchant (CD and limited hardcover-digibook)
- A Bit O' This & That (CD and limited hardcover-digibook)
- 4 o'Clock (Digipak)
- Girls Just Wanna Have Fun /Bohemian Rhapsody EP (Digipak)

## Spoljašnje veze
- Zvanični sajt
- Emili Otem na The End Records